# 福祉里
福祉里，為臺灣北部新北市三重區西區中之一里。

## 歷史
福祉里1871年時隸淡水廳興直堡三重埔莊，1876年時臺北府設立，改為臺北府淡水縣興直堡三重埔莊，1920年改隸臺北州新莊郡鷺洲庄三重埔，1945年日治時期結束，福祉村設村，並改為臺灣省臺北縣新莊區鷺洲鄉，1947年1月三重鎮與鷺洲鄉分治，改隸三重鎮，並改村為里，1950年新莊區廢除，三重鎮直隸於臺北縣，為臺北縣三重鎮福祉里，1962年4月三重鎮升格為縣轄市，改稱臺北縣三重市福祉里，2010年12月，臺北縣改為直轄市，並改為新北市三重區福祉里。

## 里界
目前福祉里北以捷運路、重新路四段分別與重明里、過田里為界；以集美街為界，東鄰光明里；以重新橋、重新路四段244巷為界，南接福德里；以水漾路一段為界，西濱二重疏洪道。

## 資料
- 人口數：共 5,896人 (男性：2,844人，女性：3,052人) （2021年8月）
- 土地面積：0.1389 (平方公里)
- 人口密度：42,447.8042 (人/km²)
- 性別比：93.18
- 戶數：2,448 戶（2020年12月）
- 戶量：2.41 (人/戶)
- 鄰數：20 鄰

## 政治

### 歷任首長[4][5][6][7]

#### 福祉里歷屆里長
| 屆次            | 姓名   | 備註 |
| --------------- | ------ | ---- |
| 1（民國35年）   | 王火金 |      |
| 2（民國37年）   | 王火金 |      |
| 3（民國39年）   | 王火金 |      |
| 4（民國42年）   | 王火金 |      |
| 5（民國44年）   | 王火金 |      |
| 6（民國47年）   | 王火金 |      |
| 7（民國50年）   | 王龍文 |      |
| 8（民國54年）   | 王天旭 |      |
| 9（民國58年）   | 王天旭 |      |
| 10（民國62年）  | 王天旭 |      |
| 11（民國67年）  | 王天旭 |      |
| 12（民國71年）  | 陳萬得 |      |
| 13（民國75年）  | 陳萬得 |      |
| 14（民國79年）  | 連再益 |      |
| 15（民國83年）  | 王瑞參 |      |
| 16（民國87年）  | 王瑞參 |      |
| 17（民國91年）  | 王瑞參 |      |
| 18（民國95年）  | 陳天森 |      |
| 19（民國99年）  | 陳天森 |      |
| 20（民國103年） | 陳天森 |      |
| 21（民國107年） | 陳天森 |      |

## 交通

### 捷運
台北捷運
- 中和新蘆線新莊線：三重站

 桃園捷運
- 機場線：三重站

### 公車
里界道路之捷運路、重新路四段、集美街為菜寮地區之主要道路，故有許多公車路線經過。
| 編號           | 路線起迄                   | 經營業者 |
| -------------- | -------------------------- | -------- |
| 227區          | 三重－捷運民權西路站       | 中興巴士 |
| 232            | 蘆洲－捷運善導寺站         | 三重客運 |
| 232副 忠孝幹線 | 蘆洲－松山車站             | 三重客運 |
| 264            | 捷運蘆洲站－板橋           | 臺北客運 |
| 621            | 二重－捷運台大醫院站       | 首都客運 |
| 622            | 泰山－捷運中山站(志仁高中) | 三重客運 |
| 640            | 五股－捷運台大醫院站       | 三重客運 |
| 662            | 三重－國父紀念館           | 首都客運 |

#### 公車站
- 捷運路
  - 捷運三重站（往東）
- 集美街
  - 集美國小（往南）
  - 三重國民運動中心（往南）
- 重新路四段
  - 重陽路口（往南）

### 自行車租賃系統
- 新北市公共自行車租賃系統至2021年9月，在福祉里設有1站，共39個車柱：

| 站名                | 車柱數 |
| ------------------- | ------ |
| 捷運三重站(1號出口) | 39     |

### 道路
（包含聯外道路、數字編號巷弄和里界道路）
- 重新路四段
  - 85巷
  - 93巷
  - 142巷
    - 13弄

  - 144巷
    - 28弄

  - 184巷
    - 7弄
    - 25弄

  - 214巷
    - 5弄
    - 15弄

  - 244巷
- 集美街
  - 33巷
- 捷運路（原名福音街）
  - 22巷
- 福祉街
- 水漾路一段（原名疏洪東路一段）

### 橋樑
- 重新橋

## 文化、設施與景點
- 捷運三重站
- 三重國民運動中心
- 宏仁醫院新院區[8]

## 菜寮地區各里疆域沿革
| 民國36年4月 | 民國42年7月 | 民國46年5月 | 民國52年5月 | 民國54年8月 | 民國59年10月 | 民國71年4月 | 民國79年3月 |
| ----------- | ----------- | ----------- | ----------- | ----------- | ------------ | ----------- | ----------- |
| 德厚里      | 德厚里      | 德厚里      | 德厚里      | 德厚里      | 德厚里       | 德厚里      | 德厚里      |
| 德厚里      | 德厚里      | 德厚里      | 德厚里      | 德厚里      | 成功里       | 成功里      | 成功里      |
| 福祉里      | 福祉里      | 福祉里      | 福祉里      | 福祉里      | 福祉里       | 福祉里      | 福祉里      |
| 福祉里      | 福祉里      | 福祉里      | 福祉里      | 福祉里      | 福祉里       | 福祉里      | 福德里      |
| 福祉里      | 福祉里      | 福祉里      | 福祉里      | 福祉里      | 福祉里       | 福明里      | 福明里      |
| 同安里      | 同安里      | 同安里      | 同安里      | 同安里      | 同安里       | 同安里      | 同安里      |
| 同安里      | 同安里      | 同安里      | 同安里      | 同安里      | 同慶里       | 同慶里      | 同慶里      |
| 同安里      | 同安里      | 光明里      | 光明里      | 光明里      | 光明里       | 光明里      | 光明里      |
| 菜寮里      | 菜寮里      | 菜寮里      | 菜寮里      | 菜寮里      | 菜寮里       | 菜寮里      | 菜寮里      |
| 菜寮里      | 菜寮里      | 菜寮里      | 菜寮里      | 菜寮里      | 永春里       | 永春里      | 永春里      |
| 菜寮里      | 菜寮里      | 菜寮里      | 中正里      | 中正里      | 中正里       | 中正里      | 中正里      |
| 菜寮里      | 菜寮里      | 菜寮里      | 中正里      | 中正里      | 吉利里       | 吉利里      | 吉利里      |
| 菜寮里      | 菜寮里      | 大同里      | 大同里      | 大同里      | 大同里       | 大同里      | 大同里      |
| 菜寮里      | 菜寮里      | 大同里      | 大同里      | 大同里      | 中民里       | 中民里      | 中民里      |
| 菜寮里      | 菜寮里      | 大同里      | 大同里      | 大安里      | 大安里       | 大安里      | 大安里      |
| 菜寮里      | 菜寮里      | 大同里      | 大同里      | 大安里      | 平和里       | 平和里      | 平和里      |
| 共榮里      | 光榮里      | 光榮里      | 光榮里      | 光榮里      | 光榮里       | 光榮里      | 光榮里      |
| 共榮里      | 光榮里      | 光榮里      | 光榮里      | 光榮里      | 光輝里       | 光輝里      | 光輝里      |
| 共榮里      | 仁德里      | 仁德里      | 仁德里      | 仁德里      | 仁德里       | 仁德里      | 仁德里      |
| 共榮里      | 仁德里      | 仁德里      | 仁義里      | 仁義里      | 仁義里       | 仁義里      | 仁義里      |
| 共榮里      | 仁德里      | 仁德里      | 仁義里      | 仁義里      | 忠孝里       | 忠孝里      | 忠孝里      |
| 福利里      | 福利里      | 福利里      | 福利里      | 福利里      | 福利里       | 福利里      | 福利里      |
| 福利里      | 福利里      | 福利里      | 福利里      | 福利里      | 福星里       | 福星里      | 福星里      |
| 清和里      | 清和里      | 清和里      | 清和里      | 清和里      | 清和里       | 清和里      | 清和里      |
| 永興里      | 永興里      | 永興里      | 永興里      | 永興里      | 永興里       | 永興里      | 永興里      |